# Aiden
Aiden – amerykański zespół z Seattle założony w 2003. Grupa wzięła swoją nazwę od małego chłopca z filmu The Ring. Aktualnie do zespołu należą: wiL Francis, Nick Wiggins, Keef West oraz Ian MacWilliams. Wil Francis na początku grał na gitarze basowej, ale zajął się śpiewaniem, kiedy ich poprzedni wokalista odszedł.

## Życiorys
Ich pierwszy długogrający album Our Gang's Dark Oath został wydany przez wytwórnię Dead Teenager Records. Był nagrywany, kiedy Jake Davision i Angel Ibarra byli jeszcze w szkole średniej, a został wydany krótko po tym, jak ją skończyli.
W 2004 zespół podpisał kontrakt z wytwórnią Victory Records. Ich drugi album zatytułowany Nightmare Anatomy został wydany 4 października 2005.
31 października 2006 Aiden wydał EP/DVD zatytułowane Rain in Hell. DVD zawierało trzy teledyski oraz występ na żywo z trasy koncertowej zespołu Never Sleep Again Tour w Chicago. W październiku i listopadzie 2006 Aiden grał Never Sleep Again Tour z zespołami Silverstein i It Dies Today.
W 2006 współpracowali przy remiksie ich utworu The Last Sunrise do soundtracku do filmu Underworld: Evolution i użyczyli swojej piosenki Die Romantic do gry EA Sports NCAA MVP Baseball 2006. Aiden zdobył nagrodę w kategorii „Best International Newcomer” na rozdaniu nagród Kerrang Awards w 2006 oraz uczestniczył w trasie koncertowej Kerrang XXV w styczniu 2006. W maju i czerwcu 2006 zespół koncertował z fińskim zespołem HIM. Zespół grał też tamtego lata na Warped Tour 2006.
W kwietniu 2007 Aiden grał na brytyjskiej trasie koncertowej, wraz z zespołem Taking Back Sunday supportując Lostprophets. Grał też w 2007 na Taste of Chaos North American Tour (trasie koncertowej po Ameryce Północnej) obok The Used, 30 Seconds to Mars, Senses Fail, Saosin, Chiodos i Evaline. Ostatnio zespół grał na trasie koncertowej West Coast, a aktualnie gra na amerykańskiej trasie koncertowej z From Autumn to Ashes, I Am Ghost i Night Kills the Day. Pod koniec 2007 Aiden będzie grał na trasie koncertowej International Taste of Chaos.
Trzeci studyjny album zespołu pod tytułem Conviction został wydany 21 sierpnia 2007. Płyta wyznaczyła całkowitą zmianę stylu kierunku muzycznego Aiden. Nie taki „hardcore’owy” jak ich inne albumy - Conviction pokazuje rozwój Aiden jako zespołu.
Na ich ostatniej trasie koncertowej West Coast Revival Tour wokalista zespołu wiL Francis oznajmił, że na nadchodzącej trasie koncertowej po Stanach Zjednoczonych – Headlining Tour - tej jesieni do Aiden dołączą Drop Dead, Gorgeous, Still Remains i 1997.

## Muzycy

### Aktualni członkowie
- wiL Francis  (wokal prowadzący od 2003 r., gitara basowa (2003))
- Nick Wiggins (gitara basowa, wokal wspierający od 2003 r.)
- Keef West (bębny, perkusja od 2012 r.)
- Ian MacWilliams (gitara, wokal wspierający od 2012 r.)

### Byli członkowie
- Jake Wambold (gitara, wokal wspierający) (2003-2008)
- Jake Davison (bębny, wokal wspierający) (2003-2008)
- Angel Ibarra (główna gitara, wokal wspierający) (2003–2006, 2007–2012)
- Steve Clemens (wokal prowadzący) (2003)

## Dyskografia

### Albumy
| Data wydania | Tytuł                      | Wytwórnia                                                             | U.S. Billboard 200 Peak | U.S. Heatseekers Peak | Sprzedaż w USA | U.K. | U.K. Rock | U.K. Indie |
| ------------ | -------------------------- | --------------------------------------------------------------------- | ----------------------- | --------------------- | -------------- | ---- | --------- | ---------- |
| 2004         | A Split of Nightmares (EP) | Unfun Records                                                         | -                       | -                     |                | -    | -         | -          |
| 2004         | Our Gangs Dark Oath        | Dead Teenager Records (oryginalnie), Victory Records (drugie wydanie) | -                       | #30                   | 30,000         | -    | -         | -          |
| 2005         | Nightmare Anatomy          | Victory Records                                                       | #196                    | #9                    | 100,000        | -    | -         | -          |
| 2006         | Rain in Hell (EP)          | Victory Records                                                       | -                       | #9                    | 15,000         | -    | -         | -          |
| 2007         | Conviction                 | Victory Records                                                       | #54                     | -                     | 12,000         | #8   | #1        | #3         |
| 2009         | Knives                     | Victory Records                                                       | #95                     | -                     |                | -    | -         | -          |
| 2011         | Disguises                  | Victory Records                                                       | -                       | -                     |                | -    | -         | -          |
| 2011         | Some Kind of Hate          | Victory Records                                                       | -                       | -                     |                | -    | -         | -          |

### Single
| Rok  | Tytuł                      | Album                                       |
| ---- | -------------------------- | ------------------------------------------- |
| 2004 | „I Set My friends On Fire” | Our Gangs Dark Oath                         |
| 2004 | „Fifteen”                  | Our Gangs Dark Oath                         |
| 2005 | „Knife Blood Nightmare”    | Nightmare Anatomy                           |
| 2005 | „The Last Sunrise”         | Nightmare Anatomy                           |
| 2005 | „Die Romantic”             | Nightmare Anatomy                           |
| 2007 | „We Sleep Forever”         | Rain in Hell                                |
| 2007 | „One Love”                 | Conviction                                  |
| 2007 | „Moment”                   | Conviction                                  |
| 2008 | „Cry Little Sister”        | Ścieżka dźwiękowa do filmu Straceni chłopcy |
| 2009 | „Scavengers of the Damned” | Knives                                      |
| 2009 | „Let the Right One In”     | Knives                                      |
| 2011 | „Walk Among the Dead”      | Disguises                                   |
| 2011 | „Hysteria”                 | Disguises                                   |
| 2011 | „A Portrait of the Artist” | Disguises                                   |
| 2011 | „Broken Bones”             | Some Kind of Hate                           |

## Nagrody i wyróżnienia
| Rok  | Kategoria                   | Tytułem | Nagroda                         | Nota | Źródło |
| ---- | --------------------------- | ------- | ------------------------------- | ---- | ------ |
| 2006 | Best International Newcomer | Aiden   | Kerrang! Awards                 | Laur | [ 1 ]  |
| 2006 | Best Newcomer               | Aiden   | Metal Hammer Golden Gods Awards | Laur | [ 2 ]  |